# Kul-Oba

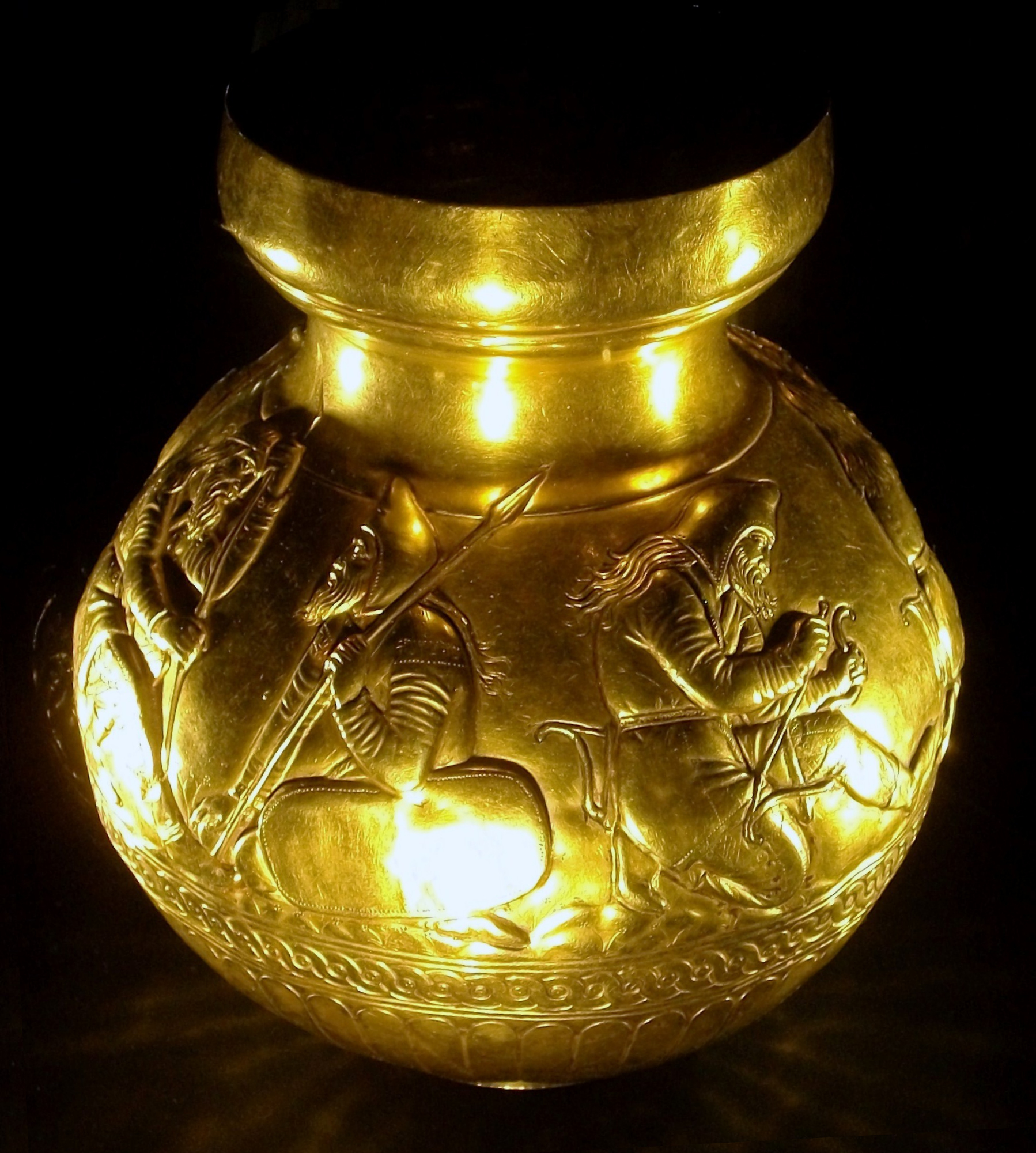
Váza z mohyly Kul-Oba

Kul-Oba (ukrajinsky: Куль-Оба, rusky: Куль-Оба, krymskotatarsky: Kül Oba) je mohyla v archeologickém nalezišti poblíž Kerče na východním Krymu. Kul-Oba byl objeven v roce 1830 a byl tak prvním skytským pohřebištěm, které bylo vykopáno v té době. V kamenném hrobě bylo nalezeno množství cenných artefaktů. Tyto poklady ukazují na královskou pohřební mohylu. Zvláště zajímavá byla jemně granulovaná náušnice se dvěma figurkami Níké, která je spolu s dalšími nálezy nyní k vidění v muzeu Ermitáž. Mnohé z nálezů dokazují, že zde, severně od Bosporu, byla kultura formována helénistickými a skytskými vlivy.

## Nálezy
Pohřební mohyla byla postavena přibližně mezi lety 400 a 350 př. n. l. pravděpodobně odborníky z Pantikapeje (ukrajinsky Пантікапей), řecké kolonie na Krymu. Jeho půdorys je obdélníkový a má rozměry 4,20 x 4,60 metru. Patrová pohřební klenba byla vysoká 5,30 metru. Dřevěný strop měl pravděpodobně představovat baldachýn skytského stanu.
Tělo krále nebo prince leželo na vzácném dřevěném gauči u východní stěny. Jeho hlavu korunoval diadém zakončený plstěnou čepicí se zlatým přívěskem, což naznačovalo jeho prominentní společenské postavení. Na krku měl zlatý kotouč o váze 461 gramů. Jeho zápěstí zdobily až tři náramky. Kromě těla byla na pohovce ampule, bič, nůž a toulec, vše bohatě zdobené zlatem a drahými kameny.
Nalevo od pohovky stál sarkofág z cypřišového dřeva a slonoviny. Uvnitř bylo tělo ženy, pravděpodobně královy manželky nebo konkubíny. Měla na sobě brokátový oděv a byla korunována elektrumovým diadémem se zlatými přívěsky. Měla také dvoje prolamované náušnice, zlatý kotouč, zlatý náhrdelník a dva zlaté náramky. Vedle ní bylo umístěno bronzové zrcadlo s pozlacenou rukojetí. Pohár vyrobený z elektrumu, umístěný mezi jejími nohami, zobrazoval ilustrace skytské mytologie.
Poblíž jižní zdi byly nalezeny ostatky otroka – možná vozataje. Malý výklenek ve zdi obsahoval koňské kosti, přilbu, bronzovou pochvu a dvě hroty kopí. Podél stěn bylo uloženo několik stříbrných nádob a bronzových kotlíků s jehněčími kostmi. V amforách byly nalezeny zbytky sušeného vína. Bronzové hroty šípů byly roztroušeny po podlaze.